# Glanworth
Glanworth (irl. Gleannúir) – wieś w Irlandii, w prowincji Munster, w hrabstwie Cork. Miejscowość w 2006 roku liczyła 447 mieszkańców. Leży około 8 km na północny zachód od miasta Fermoy i około 40 km na północny wschód od drugiego pod względem wielkości miasta w Irlandii, Corku.

## Transport
Stację kolejową w Glanworth otwarto 23 marca 1891 roku. Dla ruchu pasażerskiego i towarowego zamknięta 27 stycznia 1947 roku, a całkowicie zamknięta została 1 grudnia 1953 roku.